# Lê Duẩn
Lê Duẩn (født 7. april 1907, død 10. juli 1986) var en vietnamesisk kommunistisk politiker. Han steg i partihierarkiet i slutningen af 1950'erne og blev generalsekretær for centralkomiteen for det kommunistiske parti i Vietnam ved den 3. nationale kongres i 1960. Han fortsatte Hồ Chí Minhs politik for at herske gennem kollektivt lederskab. Fra midten af 1960'erne, da Hồs helbred svigtede, og indtil sin død i 1986, var han den øverste beslutningstager i Vietnam.
Han kom først i kontakt med revolutionære tanker i 1920'erne gennem sit arbejde som jernbanekonsulent. Lê Duẩn var en af stiftende medlem af Det Indokina Kommunistiske Parti i 1930. Han blev fængslet i 1931 og han ble frigivet fra fængslet i 1937. Fra 1937 til 1939 klatrede han partistigen. Han blev arrestret i 1939, denne gang for at opildne et oprør i Sydvietnam. Lê Duẩn blev frigivet fra fængsel efter den succesrige kommunistiske ledede augustrevolution i 1945.
Efter den kinesisk-sovjetiske splittelse deltog det vietnamesiske kommunistiske lederskab i pro-kinesiske og pro-sovjetiske fraktioner. Lê Duẩn blev efter genforening af Vietnam omtalt som pro-sovjet. Fra 1956-63 spillede Lê Duẩn en medierende rolle mellem de to fraktioner, men med døden af Ngô Đình Diệm og Tonkin-bugten blev han betydeligt mere radikal.